# بازی‌های آسیایی زمستانی ۱۹۹۰
بازی‌های آسیایی زمستانی ۱۹۹۰ (به انگلیسی: 1990 Asian Winter Games) دومین دوره بازی‌های آسیایی زمستانی بوده‌است که از ۹ تا ۱۴ مارس ۱۹۹۰ در ساپورو، استان هوکایدو، ژاپن برگزار شده‌است.
کشور هند در ابتدا قرار بوده‌است که میزبان این دوره از مسابقات باشد اما به دلیل مشکلات فنی و مالی میزبانی را به کشور ژاپن واگذار کرد، کشورهای ایران، تایوان و فیلیپین برای اولین بار در این بازی‌ها شرکت کردند.

## کشورهای شرکت‌کننده
| - چین (۷۳) - چین تایپه (۵) - هند (۱۲) - ایران (۱۰) - ژاپن (۸۰) | - مغولستان (۷) - کره شمالی (۵۴) - فیلیپین (۱) - کره جنوبی (۶۳) |

## رشته‌های ورزشی
- اسکی آلپاین (۴)
- ورزش دوگانه (۳)
- اسکی صحرانوردی (۶)
- هاکی روی یخ (۱)
- اسکیت سرعت مسیر کوتاه (۱۰)
- اسکیت سرعت (۹)

رشته‌های ورزشی غیر رسمی
- اسکی پرش (۱)

## جدول مدال‌ها
کشور میزبان
| رتبه  | کشور            | طلا | نقره | برنز | مجموع |
| 1     | ژاپن (JPN)      | ۱۸  | ۱۶   | ۱۳   | ۴۷    |
| 2     | چین (CHN)       | ۹   | ۹    | ۸    | ۲۶    |
| 3     | کره جنوبی (KOR) | ۶   | ۷    | ۸    | ۲۱    |
| 4     | کره شمالی (PRK) | ۰   | ۱    | ۴    | ۵     |
| 5     | مغولستان (MGL)  | ۰   | ۰    | ۱    | ۱     |
| مجموع | مجموع           | ۳۳  | ۳۳   | ۳۴   | ۱۰۰   |